# Canal del Narcea
El canal del Narcea es una conducción hidráulica de aguas del río Narcea inaugurada el 8 de marzo de 1965. Discurre desde la estación de bombeo situada en Quinzanas, concejo de Pravia, hasta los embalses de Trasona (Corvera de Asturias), La Granda (Gozón), y San Andrés de los Tacones (Gijón). En su recorrido, de 27 kilómetros, atraviesa también los concejos de Soto del Barco, Castrillón e Illas.
En su día, fue el complejo hidráulico técnicamente más avanzado de Europa y fue construido para suministrar agua a los hornos altos y acerías de la extinta ENSIDESA, hoy ArcelorMittal, que en la década de 1950 se había asentado en Avilés y Gijón.
El canal, y su estación de bombeo, están diseñados para transportar un caudal máximo de agua de 4000 litros por segundo, gracias a bombas Worthington 24 NA-37 de 2000 Hp y 980 revoluciones por minuto. 1000 litros por segundo pueden ser aprovechados para el abastecimiento de agua potable a las poblaciones de Avilés y Gijón.

## Infraestructuras

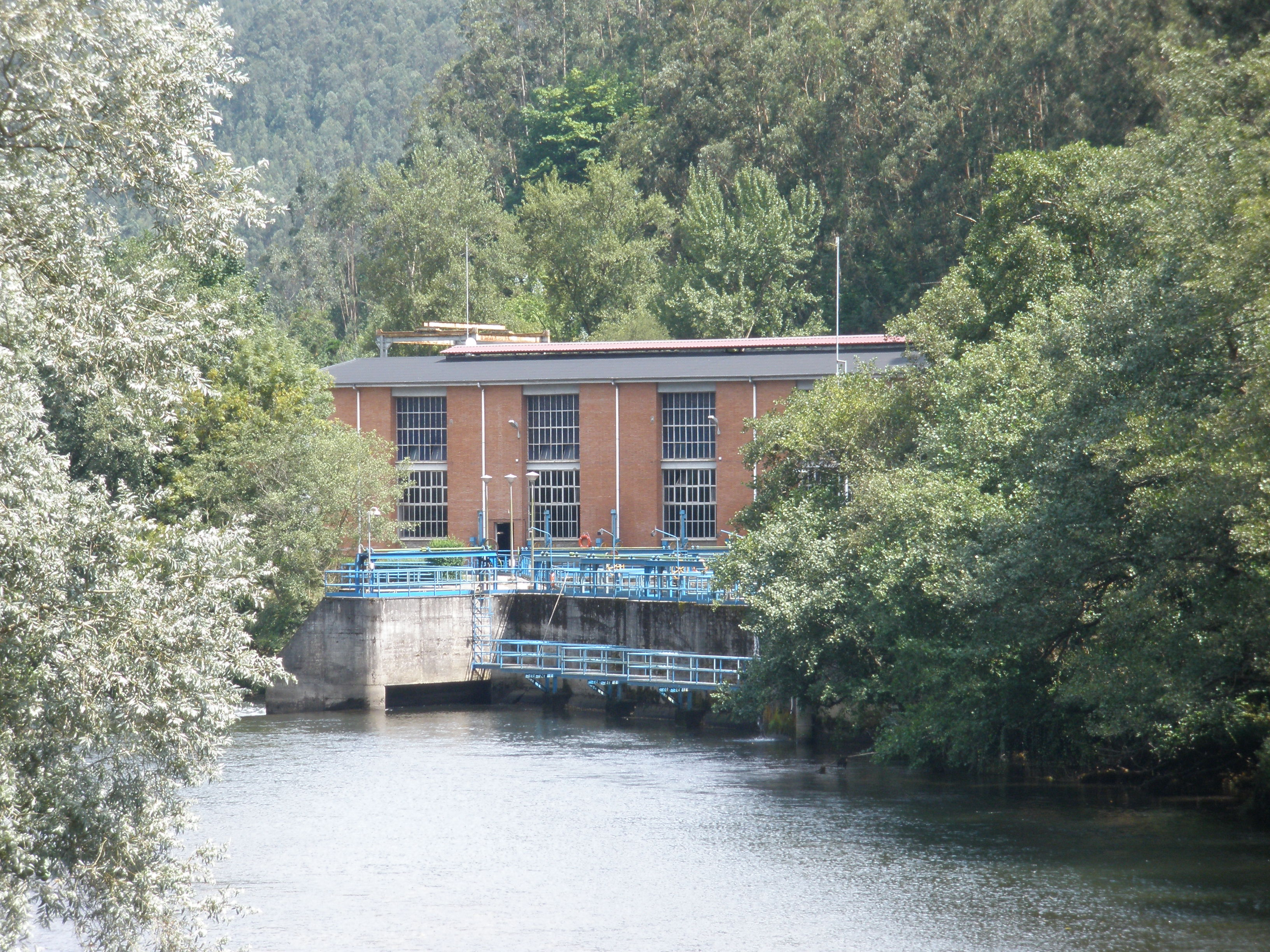
Vista general de la estación de bombeo, en Quinzanas, Pravia.

Como se ha indicado anteriormente, el canal tiene una longitud de 30 km, de los cuales, 17 discurren por canales; y los 13 restantes, por túneles, sifones y acueductos.

### Túneles
Se han construido 15 túneles, de los cuales, el más importante es el de Los Gallos, de 1405 metros.

### Acueductos
De los 35 construidos, el más importante es el de Castañalona, de 230 metros de longitud y 30 metros de altura; dotado de una estructura estilizada y airosa que se ha integrado perfectamente en su entorno.
El siguiente acueducto, en importancia, es el de Los Meirones, de 161 metros de largo y 17 de alto.

### Sifones
Ha sido necesaria la construcción de cinco sifones para salvar los pequeños valles transversales existentes a lo largo del trazado. El más importante es el de La Llamera, con 488 metros de longitud y 90 de altura.

## Aprovechamiento turístico
Desde finales del siglo XX, el Gobierno del Principado de Asturias, en colaboración con los ayuntamientos afectados, está tratando de impulsar una ruta senderista y cicloturista a lo largo del trazado del canal, conocida como Ruta del agua. Sin embargo, solo unos pocos kilómetros se encuentran adaptados y el proyecto avanza con lentitud. El valor patrimonial de las diferentes instalaciones del canal va de la mano al de las propias instalaciones siderúrgicas de ENSIDESA a las que abasteció.